# Nausitz
Nausitz település Németországban, azon belül Türingiában. Lakosainak száma 169 fő (2017. december 31.). Nausitz Roßleben községgel határos.

## Népesség
A település népességének változása:

| 2014 | 170 |
| 2017 | 169 |